# Ернан Креспо
Ерна̀н Хорхе Креспо (на испански: Hernán Jorge Crespo) е бивш аржентински футболист, централен нападател. Роден е в Буенос Айрес. През 2004 е включен в списъка на Пеле ФИФА 100.
В хода на своята професионална кариера Креспо е бил част от отборите на Ривър Плейт, Парма, Лацио, Интер, Милан, Челси и Дженоа. Към декември 2007 г. има 65 мача с националната фланелка на Аржентина и 35 отбелязани гола, като е трети голмайстор на националния тим.

## Кариера
Креспо прави дебюта си за Ривър Плейт през сезон 1993/94, отбелязвайки 13 гола в 25 мача и помага на Ривър Плейт да спечели Апертурата. През 1996 помага на клуба да спечели Копа Либертадорес, като отбелязва два пъти на финала игран в Буенос Айрес.
Креспо оставя Ривър Плейт и се присъединява към Парма. През август 1996 с отбора на Аржентина спечелва сребърен медал на Олимпийските игри и става голмайстор със своите 6 гола. През май 1997 трениран от Карло Анчелоти, Креспо отбелязва 12 гола в 27 мача и помага на Парма да завърши на второ място след Ювентус. Спечелва Купата на Италия през сезон 1998/99 и вкарва първия гол за Парма при победата с 3:0 над Олимпик Марсилия на финала на Купата на УЕФА. През 2000 Лацио правят трансферен рекорд, като купуват Креспо за 35 милиона евро и той става голмайстор на Серия А със своите 26 гола. На 31 август 2002 Креспо преминава в Интер, за да замести тръгналите си Роналдо и Бернардо Коради за сумата от 20 милиона евро. В своя единствен сезон за клуба, отбелязва 7 гола в 12 мача заедно и със своите 9 гола в 11 мача в Шампионската лига. В началото на 2003 получава контузия която го оставя извън терените за четири месеца. Креспо е трансфериран в клуба от Премиършип Челси на 26 август 2003 за 16.8 милиона евро. В първия си сезон в Англия Креспо вкарва 10 гола в 19 срещи, но конкуенцията на Дидие Дрогба и Ейдюр Гудьонсен не му дава много игрово време. През 2004/05 е даден под наем в АК Милан, с който достига финал на Шампионската лига. На финалът Креспо вкарва 2 гола, но неговият тим губи след дузпи. След завръщането си от наем, става шампион на Англия. Първия си гол за Челси вкара на Уигън Атлетик. Вкарва 10 гола в 30 мача, но след привличането на Андрий Шевченко, Ернан отново е излишен.
През 2006 е даден под наем на ФК Интер, с който става шампион на Италия. През 2008 нерадзурите го закупуват със свободен трансфер. Треньор на Ернан става Жозе Моуриньо, с когото той е работил в Челси. Креспо не играе много често под негово ръководство и в средата на 2009 отива във ФК Дженоа. След половин година там, Ернан се завръща в Парма. Първия си гол за Парма вкарва на Ливорно в последния кръг на Серия А. През сезон 2010/11 Ернан изживява втора младост, вкарвайки 9 попадения в първенството. На 30 юни 2011 подновява договора си за още една година. През декември 2011 българският вестник 7 дни спорт пуска статия, според която Креспо ще се присъедини към Лудогорец (Разград) от 2012, но клубът отхвърля тази информация.
На 2 февруари 2012 Ернан разтрогва с Парма.

## Национален отбор
Ернан дебютира за Аржентина през 1995 година срещу България. Следващата му повиквателна за „гаучосите“ е чак след 16 месеца. С Аржентина участва на 3 световни – 1998, 2002 и 2006. На Мондиал 2006 вкарва 3 гола и получава сребърната обувка на турнира. Той е трети голмайстор на Аржентина с 35 гола.

## Успехи (16 трофея)
- Носител на Копа Либертадорес – 1998 с „Ривър Плейт“
- Носител на Купата на УЕФА – 1999 с „Парма“
- Шампион на Италия (3): - 2007, 2008, 2009 с „Интер“
- Шампион на Аржентина (2): 1993, 1994 с „Ривър Плейт“
- Носител на Купата на Италия (1): 1999 с „Парма“
- Носител на Суперкупата на Италия (6): 1999 (с „Парма“), 2000 (с „Лацио“), 2004 (с „Милан“), 2008, 2009 (с „Интер“)
- Носител на Суперкупата на Англия (1): 2005 с „Челси“
- Олимпийски шампион в Атланта (1): 1996

Като треньор:
- Носител на Копа Судамерикана (1): 2020 с „Дефенса и хустисия“